# فيسنتي غونزاليس مورينو
فيسنتي غونزاليس مورينو (بالإسبانية: Vicente González Moreno)‏ هو عسكري إسباني، ولد في 9 ديسمبر 1778 في قادس في إسبانيا، وتوفي في 6 سبتمبر 1839 في Urdazubi/Urdax ‏ في إسبانيا.